# Milly Reuter
Mathilde Emilie »Milly« Reuter, nemška atletinja, * 1. oktober 1904, Frankfurt na Majni, Nemško cesarstvo, † 30. april 1976, Frankfurt na Majni, Zahodna Nemčija.
Nastopila je na poletnih olimpijskih igrah leta 1928 in osvojila četrto mesto v metu diska. 22. avgusta 1926 je postavila svetovni rekord v metu diska z dolžino 39,18 m, veljal je eno leto. 